# Phymatostetha malaisiana
Phymatostetha malaisiana är en insektsart som beskrevs av Victor Lallemand 1939. Phymatostetha malaisiana ingår i släktet Phymatostetha och familjen spottstritar. Inga underarter finns listade i Catalogue of Life.